# James Leuzinger
Pour les articles homonymes, voir Leuzinger.
James Leuzinger (né le 5 mai 1982) est un skieur alpin britannique.
Il a participé aux Jeux olympiques d'hiver de 2006.